# Mathieu Bozzetto
Mathieu René Bozzetto (ur. 16 listopada 1973 w Chambéry) – francuski snowboardzista, brązowy medalista olimpijski dwukrotny wicemistrz świata i dwukrotny zdobywca Pucharu Świata.

## Kariera
W zawodach Pucharu Świata zadebiutował 29 listopada 1996 roku w Tignes, zajmując 13. miejsce w gigancie. Tym samym już w swoim debiucie wywalczył pierwsze pucharowe punkty. Na podium zawodów tego cyklu po raz pierwszy stanął 9 stycznia 1998 roku w Grächen, kończąc rywalizację w gigancie na drugiej pozycji. W zawodach tych rozdzielił Chrisa Kluga z USA i swego rodaka, Christophe’a Segurę. Łącznie 66 razy stawał na podium zawodów PŚ, odnosząc przy tym 35 zwycięstw: 22 w slalomie równoległym (PSL), 10 w gigancie równoległym (PGS) i trzy w gigancie.
Najlepsze wyniki osiągnął w sezonie 1999/2000, kiedy to zwyciężył w klasyfikacji generalnej oraz klasyfikacjach PSL, PGS i PAR, a w klasyfikacji giganta był drugi. W klasyfikacji generalnej triumfował też rok wcześniej, wygrywając jednocześnie klasyfikację slalomu i zajmując trzecie miejsce w gigancie. Sezony 2001/2002 i 2007/2008 kończył na drugiej pozycji w klasyfikacji generalnej. Ponadto zdobywał Małe Kryształowe Kule w klasyfikacji PAR i PSL w sezonie 2001/2002 i klasyfikacji PAR w sezonie 2002/2003.
Pierwszy medal na arenie międzynarodowej wywalczył na mistrzostwach świata w Berchtesgaden w 1999 roku, zajmując drugie miejsce w slalomie równoległym. Uplasował się tam między kolejnym Francuzem, Nicolasem Huetem i Austriakiem Wernerem Ebenbauerem. Wynik ten powtórzył podczas mistrzostw świata w Kreischbergu w 2003 roku, tym razem rozdzielając Dejana Košira ze Słowenii i Nicolasa Hueta. Był też między innymi czwarty w gigancie na mistrzostwach świata w San Candido w 1997 roku i gigancie równoległym na mistrzostwach świata w Kreischbergu, przegrywając walkę o podium odpowiednio z Ianem Price’em z USA i Huetem.
W 1998 roku wystartował na igrzyskach olimpijskich w Nagano, zajmując piąte miejsce w gigancie. Na igrzyskach w Salt Lake City w 2002 roku giganta już nie rozgrywano, Bozzetto wystartował więc w gigancie równoległym, kończąc rywalizację na szóstej pozycji. Następnie zajął czwarte miejsce w tej samej konkurencji podczas igrzysk olimpijskich w Turynie w 2006 roku, gdzie w walce o medal lepszy był Austriak Siegfried Grabner. Brał też udział w igrzyskach w Vancouver w 2010 roku, gdzie wywalczył brązowy medal. W zawodach tych wyprzedzili go tylko Kanadyjczyk Jasey-Jay Anderson i Benjamin Karl z Austrii.
W 2010 roku zakończył karierę.

## Osiągnięcia

### Igrzyska olimpijskie
| Miejsce | Dzień     | Rok  | Miejscowość    | Konkurencja       | Zwycięzca          |
| ------- | --------- | ---- | -------------- | ----------------- | ------------------ |
| 5.      | 8 lutego  | 1998 | Nagano         | Gigant            | Ross Rebagliati    |
| 6.      | 15 lutego | 2002 | Salt Lake City | Gigant równoległy | Philipp Schoch     |
| 4.      | 22 lutego | 2006 | Turyn          | Gigant równoległy | Philipp Schoch     |
| 3.      | 27 lutego | 2010 | Vancouver      | Gigant równoległy | Jasey-Jay Anderson |

### Mistrzostwa świata
| Miejsce | Dzień       | Rok  | Miejscowość          | Konkurencja       | Zwycięzca           |
| ------- | ----------- | ---- | -------------------- | ----------------- | ------------------- |
| 4.      | 22 stycznia | 1997 | San Candido          | Gigant            | Thomas Prugger      |
| 14.     | 13 stycznia | 1999 | Berchtesgaden        | Gigant            | Markus Ebner        |
| 13.     | 14 stycznia | 1999 | Berchtesgaden        | Gigant równoległy | Richard Richardsson |
| 2.      | 15 stycznia | 1999 | Berchtesgaden        | Slalom równoległy | Nicolas Huet        |
| 86.     | 22 stycznia | 2001 | Madonna di Campiglio | Gigant            | Jasey-Jay Anderson  |
| 5.      | 24 stycznia | 2001 | Madonna di Campiglio | Gigant równoległy | Nicolas Huet        |
| 8.      | 26 stycznia | 2001 | Madonna di Campiglio | Slalom równoległy | Gilles Jaquet       |
| 4.      | 13 stycznia | 2003 | Kreischberg          | Gigant równoległy | Dejan Košir         |
| 2.      | 14 stycznia | 2003 | Kreischberg          | Slalom równoległy | Siegfried Grabner   |
| 10.     | 16 stycznia | 2007 | Arosa                | Gigant równoległy | Rok Flander         |
| 5.      | 17 stycznia | 2007 | Arosa                | Slalom równoległy | Simon Schoch        |

### Puchar Świata

#### Miejsca w klasyfikacji generalnej
- sezon 1996/1997: 119.
- sezon 1997/1998: 26.
- sezon 1998/1999: 1.
- sezon 1999/2000: 1.
- sezon 2000/2001: 5.
- sezon 2001/2002: 2.
- sezon 2002/2003: -
- sezon 2003/2004: -
- sezon 2004/2005: -
- sezon 2005/2006: 11.
- sezon 2006/2007: 7.
- sezon 2007/2008: 2.
- sezon 2009/2010: 19.

#### Miejsca na podium
1. Grächen – 9 stycznia 1998 (gigant) – 2. miejsce
2. Tandådalen – 20 listopada 1998 (gigant równoległy) – 2. miejsce
3. Ischgl – 4 grudnia 1998 (slalom równoległy) – 3. miejsce
4. Morzine – 5 stycznia 1999 (slalom równoległy) – 1. miejsce
5. Morzine – 6 stycznia 1999 (gigant równoległy) – 2. miejsce
6. Park City – 5 lutego 1999 (slalom równoległy) – 1. miejsce
7. Park City – 7 lutego 1999 (gigant) – 3. miejsce
8. Asahikawa – 13 lutego 1999 (slalom równoległy) – 1. miejsce
9. Naeba – 20 lutego 1999 (slalom równoległy) – 2. miejsce
10. Olang – 11 marca 1999 (gigant równoległy) – 1. miejsce
11. Olang – 12 marca 1999 (slalom równoległy) – 1. miejsce
12. Whistler – 10 grudnia 1999 (gigant) – 1. miejsce
13. Mont-Sainte-Anne – 18 grudnia 1999 (gigant) – 1. miejsce
14. Morzine – 9 stycznia 2000 (slalom równoległy) – 1. miejsce
15. Berchtesgaden – 16 stycznia 2000 (slalom równoległy) – 1. miejsce
16. Gstaad – 19 stycznia 2000 (gigant) – 2. miejsce
17. Tandådalen – 26 stycznia 2000 (gigant równoległy) – 1. miejsce
18. Tandådalen – 27 stycznia 2000 (slalom równoległy) – 1. miejsce
19. Ischgl – 4 lutego 2000 (slalom równoległy) – 1. miejsce
20. Livigno – 16 marca 2000 (slalom równoległy) – 1. miejsce
21. Livigno – 18 marca 2000 (gigant równoległy) – 1. miejsce
22. Ischgl – 1 grudnia 2000 (slalom równoległy) – 1. miejsce
23. Kreischberg – 7 stycznia 2001 (slalom równoległy) – 1. miejsce
24. Bad Gastein – 31 stycznia 2001 (slalom równoległy) – 3. miejsce
25. Monachium – 3 lutego 2001 (slalom równoległy) – 3. miejsce
26. Berchtesgaden – 9 lutego 2001 (slalom równoległy) – 1. miejsce
27. Berchtesgaden – 11 lutego 2001 (gigant równoległy) – 3. miejsce
28. Ruka – 14 marca 2001 (gigant równoległy) – 3. miejsce
29. Valle Nevado – 9 września 2001 (slalom równoległy) – 1. miejsce
30. Tignes – 18 listopada 2001 (gigant równoległy) – 3. miejsce
31. Ischgl – 2 grudnia 2001 (gigant równoległy) – 1. miejsce
32. Mont-Sainte-Anne – 15 grudnia 2001 (slalom równoległy) – 1. miejsce
33. Arosa – 8 stycznia 2002 (gigant równoległy) – 3. miejsce
34. Sapporo – 1 marca 2002 (gigant równoległy) – 1. miejsce
35. Sapporo – 2 marca 2002 (slalom równoległy) – 2. miejsce
36. Ruka – 14 marca 2002 (slalom równoległy) – 3. miejsce
37. Sölden – 29 października 2002 (gigant równoległy) – 1. miejsce
38. Sölden – 30 października 2002 (slalom równoległy) – 1. miejsce
39. Tandådalen – 6 grudnia 2002 (slalom równoległy) – 2. miejsce
40. Whistler – 18 grudnia 2002 (slalom równoległy) – 1. miejsce
41. Stoneham – 20 grudnia 2002 (gigant równoległy) – 1. miejsce
42. Bad Gastein – 5 stycznia 2003 (slalom równoległy) – 1. miejsce
43. Maribor – 9 lutego 2003 (slalom równoległy) – 3. miejsce
44. Sapporo – 28 lutego 2003 (slalom równoległy) – 1. miejsce
45. Sapporo – 1 marca 2003 (gigant równoległy) – 1. miejsce
46. Serre Chevalier – 7 marca 2003 (gigant równoległy) – 3. miejsce
47. Serre Chevalier – 9 marca 2003 (slalom równoległy) – 3. miejsce
48. Arosa – 14 marca 2003 (gigant równoległy) – 2. miejsce
49. Stoneham – 21 grudnia 2003 (gigant równoległy) – 2. miejsce
50. Bad Gastein – 6 stycznia 2004 (slalom równoległy) – 2. miejsce
51. L’Alpe d’Huez – 11 stycznia 2004 (gigant równoległy) – 1. miejsce
52. Sapporo – 20 lutego 2004 (gigant równoległy) – 1. miejsce
53. Sapporo – 21 lutego 2004 (slalom równoległy) – 1. miejsce
54. Sungwoo – 25 lutego 2004 (gigant równoległy) – 3. miejsce
55. Mount Bachelor – 5 marca 2004 (gigant równoległy) – 2. miejsce
56. Bardonecchia – 14 marca 2004 (gigant równoległy) – 2. miejsce
57. Sierra Nevada – 12 marca 2005 (slalom równoległy) – 2. miejsce
58. Kreischberg – 8 stycznia 2006 (gigant równoległy) – 2. miejsce
59. Szukołowo – 1 marca 2006 (slalom równoległy) – 2. miejsce
60. Nendaz – 28 stycznia 2007 (slalom równoległy) – 2. miejsce
61. Landgraaf – 12 października 2007 (slalom równoległy) – 1. miejsce
62. Nendaz – 16 grudnia 2007 (slalom równoległy) – 1. miejsce
63. Bad Gastein – 9 stycznia 2008 (slalom równoległy) – 1. miejsce
64. Lake Placid – 3 marca 2008 (gigant równoległy) – 1. miejsce
65. Landgraaf – 9 października 2009 (slalom równoległy) – 2. miejsce
66. Telluride – 15 grudnia 2009 (gigant równoległy) – 3. miejsce

- W sumie 35 zwycięstw, 17 drugich i 14 trzecich miejsc.